# Siriné Doucouré
Siriné Ckene Doucouré (* 8. April 2002 in Nogent-sur-Marne) ist ein französisch-malischer Fußballspieler. Der Mittelstürmer steht im erweiterten Kader der malischen Nationalmannschaft.

## Karriere

### Verein
Doucouré begann seine Karriere bei LB Châteauroux. 2019 kam er hier erstmals für die zweite Mannschaft zum Einsatz. Sein Debüt für die A-Mannschaft feierte er im September 2020 im Rahmen eines Ligue-2-Einsatzes gegen den FC Valenciennes. Im weiteren Verlauf der Saison bekam der Franzose immer wieder Spielzeit, sodass er am Ende bei zwölf Partien in der zweiten Liga stand. Die nächste Saison verlief für ihn zunächst ähnlich, bevor er an den letzten Spieltagen sieben Mal in Folge in der Startelf stand. Zu Beginn der nächsten Spielzeit wurde er erneut drei Mal eingesetzt, ehe er Châteauroux im September 2022 verließ und sich dem Erstligisten FC Lorient anschloss. Dort kam er zunächst sporadisch zu Kurzeinsätzen in der Ligue 1.